# Estaon
|  | Aquest article és sobre el poble d'aquest nom. Per a l'antic municipi, vegeu Estaon (antic municipi). |

Estaon és un poble del terme municipal de Vall de Cardós, situat a la comarca del Pallars Sobirà. Fins al 1972 era cap de municipi propi, que formava amb Ainet de Cardós, Anàs, Bonestarre i Lladrós.
El poble d'Estaon, situat dins el Vallat d'Estaon a 1.257,6 metres d'altitud, entre el Pui de la Missa i lo Calbo, al nord-oest, i el Pui Tabaca, a llevant. Està drenat pel Riu d'Estaon, que neix als estanys de Campirme i aflueix per la dreta de la Noguera de Cardós prop de Ribera de Cardós. El terme és molt accidentat (Serra de Campirme, 2.633 m d'altitud); els boscos ocupen 942 ha i els pasturatges 2.270 ha, destinades al bestiar, especialment boví. Els conreus es limiten a 84 ha de secà (cereals, especialment sègol i patates) i a 20 de regadiu (prats).
La primitiva església del poble, romànica, Santa Eulàlia d'Estaon, situada en el punt més alt del poble, centra el nucli de cases, agrupades entorn seu, mentre que a l'entrada del poble, a l'extrem meridional, hi ha la moderna església parroquial, dedicada a Sant Jaume.

## Etimologia
Segons Joan Coromines, Estaon, com Estaron i el segon component de Castell-estaó, és un dels topònims pirinencs d'origen llatí. Està format a partir de l'arrel statione (parada).

## Geografia

### El poble d'Estaon

#### Les cases del poble[2]
| - Casa Aireu - Casa Ambrosí - Casa Batlle - Casa Bellera - Casa Brictoret - Casa Cabale - Casa Calatxet - Casa Calatxo del Forn | - Casa Cataró - Casa Cotonat - Casa Frare - Casa Galatxo - Casa Galatxo del Gravat - Casa Garrabí - Casa Girons | - Casa Gori - Casa Hostaler (Reconstr. Baixos,1,2) - Casa Jaumico - Casa Llop - Casa Maques - Casa Masover - Casa Miquelet | - Casa Motxo - Casa Ninu - Casa Palau - Casa Pau - Casa Pei - Casa Pere Soler - Casa Pereta - Casa Rectoret | - La Rectoria - Casa Rosset - Casa Soler - Casa Torres - Casa Venturó - Casa Vidal - Casa Xicot - Cal Fonoll |

## Història

### Edat mitjana
Segons l'enumeració parroquial de l'acta de consagració d'Urgell del 839, la vall de Tírvia estava administrada per setze parròquies, entre elles Vallato (Estaon). No és fins al 1281, que torna a ser esmentat, quan el comte Arnau Roger va lliurar a Ramon de Molina, entre d'altres, dels llocs d'Ainet de Cardós, Anàs, Bonestarre, Estaon i Lladrós.

### Edat moderna
En el fogatge del 1553, Stahon declara 1 foc eclesiàstic i 8 de laics, uns 45 habitants.
El 1583 el vescomte de Canet autoritzà la instal·lació a Estaon d'una farga amb manxa, és a dir, una gran manxa penjada del sostre i accionada amb força humana o mecànica, amb un dispositiu de cordes i politges, que servia per a insuflar aire a la fornal.

### Edat contemporània
Pascual Madoz dedica un article del seu Diccionario geográfico... a Estaon ó Estahon. S'hi pot llegir que és una localitat amb ajuntament situada dalt d'una penya que forma un pla inclinat. Hi regnen principalment els vents del nord i del sud, i el clima fred és saludable, tot i que és propens a refredats. Tenia en aquell moment 30 cases i l'església parroquial de Santiago Apòstol, servida per un rector proveït de forma ordinària. El territori és muntanyós i pedregós, de qualitat inferior, amb una muntanya a la part superior del qual hi ha un estany amb truites abundants i un parell d'estanyets més que no proporcionen pesca. S'hi produïa blat, sègol, patates, algunes fruites i molta herba per a pastures. S'hi criava bestiar vacum, de llana i mular. Hi havia caça de llebres, perdius i isards, i pesca de truites. Comptava amb 29 veïns (caps de casa) i 171 ànimes (habitants). Abans de l'abolició dels senyorius, havia pertangut al Vescomtat de Vilamur.
Estaon tenia el 1831 al voltant de 199 habitants; el 1910, 72 habitants; i el 2003, 20 habitants. Va ser municipi independent fins que el 1972 es va fusionar amb Ribera de Cardós. L'antic terme incloïa els pobles d'Ainet de Cardós, Anàs, Bonestarre i Lladrós, tots ells amb ajuntament propi entre 1812 i 1847.

## Llocs d'interès
- Històric

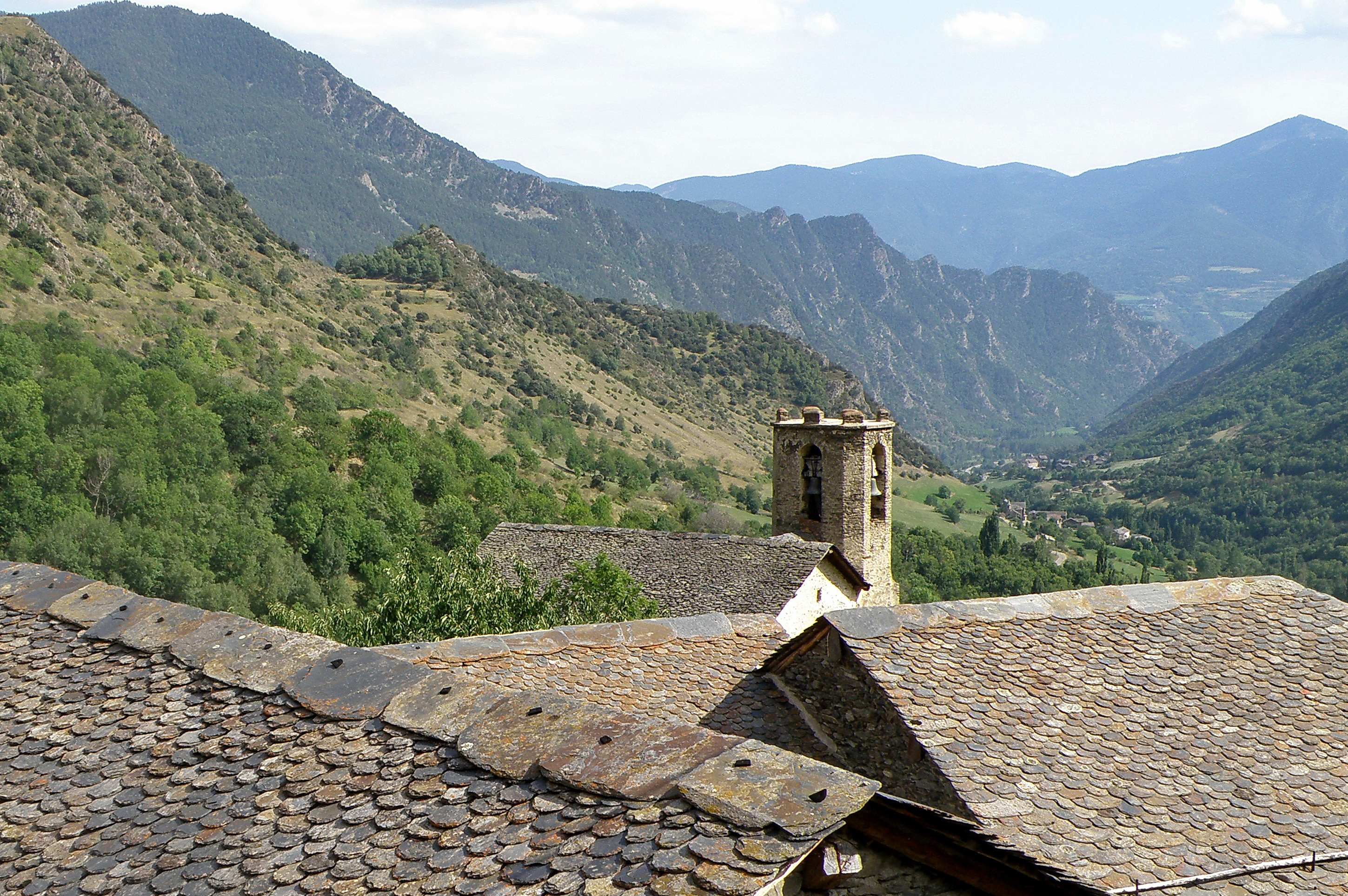
Campanar de l'església de Sant Jaume a Estaon

  - Antiga església parroquial romànica de Santa Eulàlia d'Estaon
  - Església parroquial moderna de Sant Jaume d'Estaon

- Paisatgístic i excursionístic
  - Refugi d'Estaon[cal citació]